# John T. Walton
John Thomas Walton, född 8 oktober 1946, död 27 juni 2005, var en amerikansk företagsledare som var styrelseordförande för riskkapitalbolaget True North Partners och ledamot i styrelsen för världens största detaljhandelskedja Wal-Mart Stores, Inc. fram till hans död 2005.
Han gick på College of Wooster men hoppade av studierna och i senare skede gick han med USA:s armé när Vietnamkriget var i full gång och blev medlem i U.S. Army Special Forces. Han stred både i Vietnam och Laos, där han var sjukvårdare och tillförordnad plutonchef. För sina insatser i Vietnamkriget blev han tilldelad silverstjärnan.
1984 startade han segelbåtstillverkaren Corsair Marine International som är specialiserade på att bygga trimaraner. Tio år senare valde han att sälja av företaget. 1998 grundade han riskkapitalbolaget True North Partners som investerade i IT-branschen. Under 1999 investerade han i solpanelsföretaget First Solar, Inc., det innehavet ägs idag av hans fru Christy och är värderad till minst $1 miljard.
Han blev rankad av ekonomitidskriften Forbes att vara den fjärde rikaste amerikanen och världens elfte rikaste med en förmögenhet på $18,2 miljarder för år 2005.
En av Waltons största passioner var att bygga och restaurera gamla motordrivna fordon och flygplan, en passion som blev hans död. Den 27 juni 2005 omkom Walton i ett flyghaveri i Jackson Hole, Wyoming när han provflög sitt experimentflygplan av typen CGS Hawk Arrow II. Under 2006 fastslog USA:s haverikommission National Transportation Safety Board att man inte kunde fastställa orsaken till haveriet till 100% men pekade på att flygplanet var kraftigt modifierat och att flygplanskomponenter satt ej fast och därmed kunde inte Walton kontrollera flygplanet när den väl var i luften.